# Ithuriel (Schiff, 1942)
Die HMS Ithuriel (H05) war einer von vier von der Türkei Ende 1938 in Großbritannien bestellten Zerstörern, deren Bau im Mai 1939 begonnen wurde. Bei ihnen handelte es sich um eine Exportversion der britischen I-Klasse.
Im September 1939 kaufte die britische Regierung zwei dieser Zerstörer, während die beiden anderen aus politischen Gründen vertragsgemäß fertiggestellt und 1942 an die Türkei geliefert wurden.
Am 28. November 1942 wurde der Zerstörer Ithuriel bei einem deutschen Luftangriff auf Bône (heute Annaba) so schwer beschädigt, dass er zum konstruktiven Totalverlust wurde.

## Geschichte des Schiffes
Die Ithuriel wurde am 24. Mai 1939 als Gayret für die Türkische Marine bei Vickers-Armstrong auf der Werft in Barrow-in-Furness begonnen. Sie war einer von vier geplanten Neubauten, von denen zwei bei Denny gefertigt wurden. Bei Ausbruch des Zweiten Weltkriegs beschlagnahmte die Royal Navy die nach dem Muster der I-Klasse begonnenen Zerstörer. Von den britischen Schiffen unterschieden sich die Exportversionen durch Vierlingstorpedorohrsätze und eine einfachere Feuerleiteinrichtung. Um die Türkei von einem Bündnis mit dem Deutschen Reich abzuhalten, einigte man sich früh, zwei Schiffe an die türkische Marine zu liefern und nur die beiden Neubauten von Vickers-Armstrong zu übernehmen. Auch sagten die Briten die Nachlieferung dieser Schiffe nach Kriegsende zu.

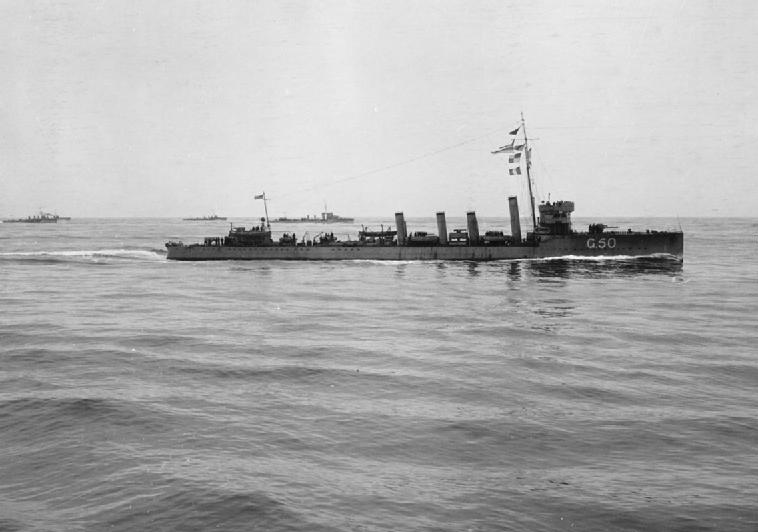
Die 1916 fertiggestellte erste Ithuriel

Das als Gayret geplante Schiff erhielt beim Stapellauf den Namen Ithuriel, nach einem der Engel Gottes aus Paradise Lost von John Milton. Der Zerstörer war das zweite Schiff der Navy mit diesem Namen, den zuvor der bei Cammel Laird 1915/16 gebaute Flottillenführer Ithuriel der Marksman-Klasse geführt hatte. Dieses Schiff war während des Ersten Weltkriegs zeitweise als Minenleger eingesetzt und dann 1921 abgewrackt worden.
Die neue Ithuriel wurde am 3. März 1942 gut fünf Wochen nach den Schwesterschiff Inconstant von der Navy abgenommen. Der ursprünglich bei der Eastern Fleet geplante Einsatz des Zerstörers wurde aufgegeben und eine Verlegung zur Force H nach Gibraltar befohlen.

### Einsatzgeschichte
Nach einer sehr kurzen Einfahrtszeit verlegte die Ithuriel im März 1942 zur 13. Zerstörerflottille nach Gibraltar.
Am 19. April 1942 nahm der Zerstörer zusammen mit dem Schlachtkreuzer Renown, den Flugabwehrkreuzern Cairo und Charybdis, den Zerstörern Inglefield, Echo, Partridge sowie den Zerstörern Lang und Madison der US Navy an der Operation Calendar teil, bei der am 20. April vom US-Träger Wasp 47 britische Spitfire-Jäger im westlichen Mittelmeer südlich der Balearen zur Verstärkung der Luftabwehr Maltas starteten, von denen 46 das Ziel erreichten.
Vom 8. bis 10. Mai folgte mit der Operation Bowery ein ähnlicher Einsatz, an dem zusätzlich der britische Träger Eagle sowie weitere und andere Zerstörer teilnahmen. Von den 54 gestarteten Spitfires erreichten 51 das Ziel Malta. Während dieses Einsatzes lief der schnelle Minenleger Welshman mit wichtigem Nachschub von Gibraltar nach Malta und zurück. Diese Verstärkungen und die des Vormonats führten zu einem Wendepunkt im Kampf um Malta, da die angreifenden deutsch-italienischen Bomberverbände künftig schwere Verluste erlitten.
Die Ithuriel war noch an drei weiteren derartigen Unternehmen am 16. bis 20. Mai mit Eagle und Argus, am 2. bis 4. Juni sowie am 8. bis 10. Juni (nur Eagle) beteiligt, bei denen 76 weitere Spitfires nach Malta überführt werden konnten.
Nach dieser Verstärkung der Luftabwehrfähigkeit Maltas sollte mit einer doppelten Konvoi-Operation von beiden Seiten des Mittelmeers die schwierige Versorgungslage des britischen Inselstützpunktes verbessert werden. Der Ostkonvoi Vigorous scheiterte durch den Einsatz der italienischen Schlachtflotte.

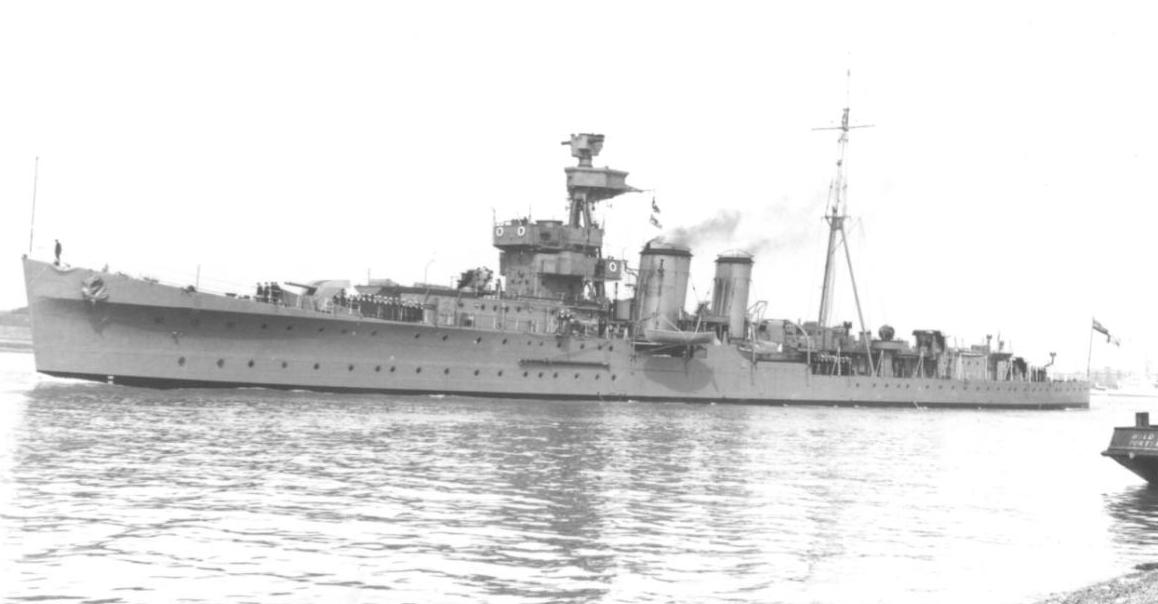
Die Cairo

Der Westkonvoi Harpoon verlor beim ersten italienischen Luftangriff einen der sechs eingesetzten Transporter. Die verbliebenen versuchten, ab der Straße von Sizilien allein mit der Sicherungsgruppe um den alten Flugabwehrkreuzer Cairo mit den Zerstörern Bedouin, Marne, Matchless, Partridge neben der Ithuriel, den Hunt-Zerstörern Blankney, Badsworth, Middleton und der polnischen Kujawiak sowie vier Minensuchbooten und sechs MGBs Malta zu erreichen. Am 15. griffen den Konvoi nahe Pantelleria dann die Leichten Kreuzer Raimondo Montecuccoli und Eugenio di Savoia mit fünf Zerstörern und fast gleichzeitig das Sturzkampfgeschwader 3 an. Die italienischen Kreuzer und Zerstörer wurden von den fünf Flottenzerstörern der Konvoi-Sicherung unter Führung der Cairo abgedrängt, die den italienischen Zerstörer Ugolino Vivaldi in Brand schossen.
Die Italiener ihrerseits schossen die Zerstörer Bedouin und Partridge bewegungsunfähig. Letzterer konnte seine Maschine reparieren und versuchte, mit der Bedouin im Schlepp Richtung Gibraltar zu entkommen.
Die Stukas, die den ausweichenden Konvoi mit den Hunt-Zerstörern angriffen, beschädigten zwei Transporter und den Tanker schwer, die später zum Teil nach zusätzlichen Artillerietreffern durch die wieder angreifenden italienischen Kreuzer endgültig aufgegeben werden mussten.
Der Restverband erreichte, von der Welshman unterstützt,
schließlich mit zwei Transportern Malta, geriet aber kurz vor der Hafeneinfahrt noch in ein Minenfeld, in dem die Kujawiak verloren ging, sowie ein Transporter, die Matchless und die Badsworth beschädigt wurden. So traten am 16. Juni 1942 von Malta nur die Cairo, Welshman, Marne, Ithuriel, Blankney und Middleton den Rückmarsch nach Gibraltar an. Die durchgebrachten Güter sicherten die Verteidigungsfähigkeit des britischen Inselstützpunktes wieder für einige Wochen.
Im Juli 1942 war die Ithuriel zusammen mit den Kreuzern Charybdis und Cairo und den Zerstörern Antelope, Westcott, Wrestler und Vansittart an den Operationen „Pinpoint“ und „Insect“ beteiligt, bei denen am 15. bzw. 20. Juli Spitfires von der Eagle nach Malta eingeflogen wurden.
Am 10. August 1942 verließ der Zerstörer Gibraltar im Rahmen der Operation „Pedestal“ erneut mit einem Nachschubkonvoi für Malta. Zur Sicherung des Konvois mit dreizehn Transportern und einem Tanker kamen diesmal zwei Schlachtschiffe, vier Flugzeugträger, sieben Kreuzer und 19 Zerstörer (darunter neben der Ithuriel ihre Schwesterschiffe Intrepid und Icarus) und sechs Geleitzerstörer zum Einsatz.
Die zum Schutz der Träger eingeteilte Ithuriel rammte und versenkte am 12. August 1942, dem ersten Angriffstag der deutschen und italienischen U-Boote und Flugzeuge, das italienische Unterseeboot Cobalto und fiel dann schwer beschädigt aus.
Der Zerstörer traf schon am 14. August wieder in Gibraltar ein, wo die Reparatur für eine Fahrt nach Großbritannien sofort begonnen wurde. Am 24. verließ der Zerstörer Gibraltar und am 30. begann die eigentliche Reparatur in Liverpool, wo die Bugsektion ersetzt wurde. Die weitere Reparatur erfolgt dann ab Ende August bis Mitte Oktober 1942 auf der Marinewerft in Portsmouth.

Der instandgesetzte Zerstörer begleitete einen alliierten Truppenkonvoi für die bevorstehende Landung in Nordafrika nach Gibraltar, wo er der Force H für die Operation Torch unterstellt wurde. Die Ithuriel war einer der bei der alliierten Landung in Französisch-Nordafrika eingesetzten 38 Zerstörer.

### Das Ende derIthuriel
Am 28. November 1942 wurde der Zerstörer Ithuriel bei einem deutschen Luftangriff auf Bône so schwer beschädigt, dass er zum konstruktiven Totalverlust wurde. Durch den Zerstörer Quentin wurde die Ithuriel aus dem Hafenbecken geschleppt und auf den Strand gesetzt. Man begann mit Reparaturarbeiten, die in Ermanglung geeigneten Materials nur langsam vorankamen, obwohl nur die Schleppfähigkeit erreicht werden sollte. Nach Ausbau der beiden großen Heckgeschütze wurde festgestellt, dass der Kiel des Zerstörers zerbrochen war. Erst am 27. Februar 1943 konnte der Zerstörer nach Algier zur gründlichen Untersuchung geschleppt werden, aber auch dort war eine Reparatur nicht möglich. In Algier wurde der Zerstörer ab August für die Überführung nach Gibraltar vorbereitet, die am 18. August 1943 stattfand.

Dort wurde der Zerstörer als Wohnschiff und für Ausbildungen genutzt. Im Juli 1944 wurde er dann für die Verlegung nach Großbritannien vorbereitet, die vom 1. bis 8. August durch den Schlepper Prosperous erfolgte. In Plymouth wurde das Schiff endgültig außer Dienst gestellt und zum Abbruch angeboten. Vom 11. bis zum 13. August 1944 wurde die ausgesonderte Ithuriel nach Bo’ness bei Edinburgh geschleppt, wo die Verschrottung erfolgte.

## Ersatzlieferung an die Türkei
Die beiden bei Denny gebauten Zerstörer Demirhisar und Sultanhisar der Demirhisar-Klasse verlegten unter britischen Flagge mit den Kennungen H80 bzw. H87 durch den Atlantik, um das Kap der guten Hoffnung, durch den Indischen Ozean und durch den Suezkanal in die Türkei und kamen 1942 in den Dienst der Türkischen Marine.

Das Schwesterschiff Inconstant wurde nach Dienst in der Royal Navy und Grundüberholung im März 1946 doch noch als Muavanet an die Türkei abgeliefert. Dazu erhielt die Türkische Marine den etwas größeren Zerstörer Oribi aus dem Kriegsbauprogramm der Royal Navy, der weitgehend gleich bewaffnet war. Die Oribi erhielt bei der Übergabe im Juni 1946 den vierten ursprünglich geplanten Namen Gayret.